# Богољуб Маринковић
Богољуб Маринковић (19. јануар 1935, Бзовик, општина Краљево) српски је математичар, оснивач МД Архимедес (Некада Клуб младих математичара Архимедес.).

## Биографија
Богољуб Маринковић је рођен 19. јануара 1935. у месту Бзовик на подручју општине Краљево, Србија.
Четвороразредну основну школу завршио је у селу Рудно, а нижу гимназију у Рашкој. Вишу гимназију завршио је у Краљеву 1955. године. Завршио је групу за математику Природно-математичког факултета Универзитета у Београду 1959. године.
Радио је:
- У Учитељској школи, Економској школи и Гимназији у Бихаћу (Босна и Херцеговина) где је предавао математику и физику (1960-1965).
- У Републичком заводу за школство у БиХ у Сарајеву (1965-1966) као просветни саветник за математику.
- У Заводу за унапређење васпитања и образовања града Београда Архивирано на веб-сајту  (20. фебруар 2017) (1967-1983) као просветни саветник за математику.
- У Републичком заводу за унапређивање образовања и васпитања Републике Србије (1984-1991), као просветни саветник за математику.
- У Министарству просвете Републике Србије[мртва веза] у Одељењу за план и програм (1992-2000) као самостални стручни сарадник за математику и саветник министра просвете.

Додатно: Иницијатор оснивања и дугогодишњи директор Математичког друштва "Архимедес" из Београда (основаног 1973. године, као Клуб младих математичара "Архимедес")

## Стручни радови
Аутор је 620 објављених стручних радова (књиге, брошуре, чланци), од чега су 60 књиге и брошуре; а коаутор је још 105 стручних радова из математике од којих су 40 књиге и брошуре. Осим тога, рецензент је 15 уџбеника и 20 приручника и многих стручних публикација. Неки од радова су:
1. Додатна (вануџбеничка) математичка литература у настави и учењу математике (у оквиру зборника "Уџбеник као чинилац унапређивања наставе математике"), Завод за уџбенике и наставна средства, Београд, 1980.
2. Збирка занимљивих математичких задатака за "изоштравање ума" (22 издања), "Архимедес", Београд, 1981-2015
3. Збирка тестова из математике (са решењима) за припрему уписа у средње школе (8 издања), "Архимедес", Београд, 1991-1994.
4. Ух, лепог ли задатка!- збирке задатака са "Архимедесових" математичких турнира основних и средњих школа (екипних математичких олимпијада школа Републике Србије) у 9 књига, "Архимедес", Београд, 2005. и 2010.
5. Материјали за младе математичаре - 170 свезака из едиције од 195 свезака (брошура, књига), од тога за 70 свезака коаутор (са Д. Стошић-Миљковић), "Архимедес", Београд, 1981-2016.
6. Стање и проблеми наставе математике у основним и средњим школама Београда (студија, урађена уз помоћ Бранка Јевремовића), Просветно-педагошки завод града Београда, 1973.

Иницирао и са сарадницима организовао прво Републичко и Савезно такмичење из математике за ученике основне школе (1967, 1970) и био председник комисија за та такмичења. Иницијатор је и творац математичких такмичења Математички турнир и Мислиша, а реализовао је и учешће Београда на Међународном математичком турниру градова (од 1999). Покретач и дугогодишњи руководилац сталне "Архимедесове" школе младих математичара у Београду за љубитеље математаике из ОШ и СШ (која успешно ради већ више од четири деценије), као и летњих и зимских математичких школа за ученике (1975-2016). Био један од покретача и неколико година (1967-1973) одговорни уредник савезног часописа Математички лист за ученике основне школе (првог те врсте у Југославији), а затим, покретач и уредник математичких часописа за ученике Математички забавник и Архимедес. Творац (покретач) и организатор низа семинара и других стручних скупова за наставнике (преко 1100), на којима је одржао на стотине предавања), међу којима је и "Математичка трибина", стручни скуп који се, без прекида одржава већ преко 40 година (до краја 2015. године одржано 415 трибина). Организовао је и стручно припремио преко 180 математичких квизова на разним нивоима, међу којима је и ТВ квиз "Оштар ум" од седам емисија на ТВ Београд (1996). Уредник је свих публикација које издаје МД "Архимедес". Творац је јединствене стручне библиотеке у "Архимедесу" (око 27000 књига и 5500 примерака часописа - на разним језицима), којој је поклонио и целу своју библиотеку (око 8000 књига) и која је доступна свим заинтересованима.

## Признања
Добитник је више награда и признања:
- Захвалница Друштва математичара Србије (1989);
- Повеља КММ "Архимедес" (1993) и МД "Архимедес" (2013);
- Доситеј Обрадовић за допринос образовању у Београду (1980);
- Национална награда "25. мај" за допринос унапређивању образовања и васпитања у Републици Србији (1981);
- Вукову награду - за изузетан допринос развоју културе у Републици Србији и свесрпском културном простору (2001);
- Награду Др Војислав Бакић- за животно дело у педагогији (2002);
- Међународну награду Пал Ердеш - за рад на унапређивању математичког образовања у својој земљи (2002).